# Libanonsko-urugvajski odnosi
|         |         |
| Urugvaj | Libanon |

Libanonsko-urugvajski odnosi odnose se na bilateralne odnose Libanona i Urugvaja. Urugvaj je libanonsku neovisnost priznao 22. studenog 1943., dok su države međusobnu diplomatsku suradnju ostvarile 25. listopada 1945. Libanon ima veleposlanstvo u Montevideu, a Urugvaj u Beirutu.
Obje zemlje su članice međudržavnog saveza G77.